# Grand Iguane à petites cornes
Phrynosoma hernandesi
Espèce
Synonymes
- Phrynosoma douglasii hernandesi Girard, 1858
- Phrynosoma douglasii ornatum Girard, 1858

Statut de conservation UICN

 LC  : Préoccupation mineure
Phrynosoma hernandesi est une espèce de sauriens de la famille des Phrynosomatidae.

## Répartition
Cette espèce se rencontre, :
- aux États-Unis en Arizona, au Nouveau-Mexique, dans l'extrême Ouest du Texas, dans le Sud-Ouest du Colorado, en Utah, au Nevada, dans le Sud de l'Idaho et dans le Sud-Est de l'Oregon ;
- au Mexique dans le Nord-Est du Sonora et dans le Nord-Ouest du Chihuahua.

## Habitat
On le trouve en montagne jusque des altitudes de près de 3 000 m.

## Description

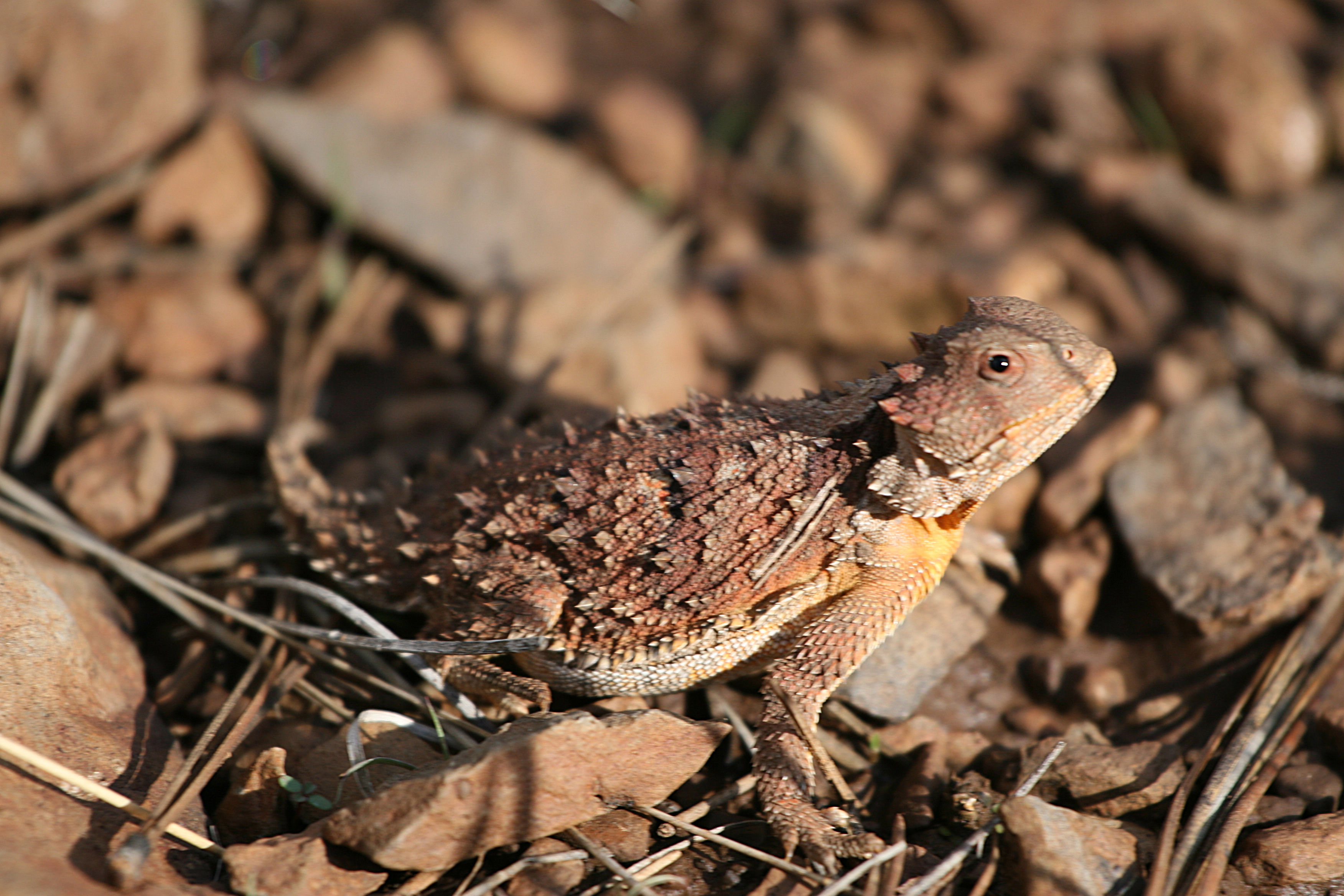
Phrynosoma hernandesi

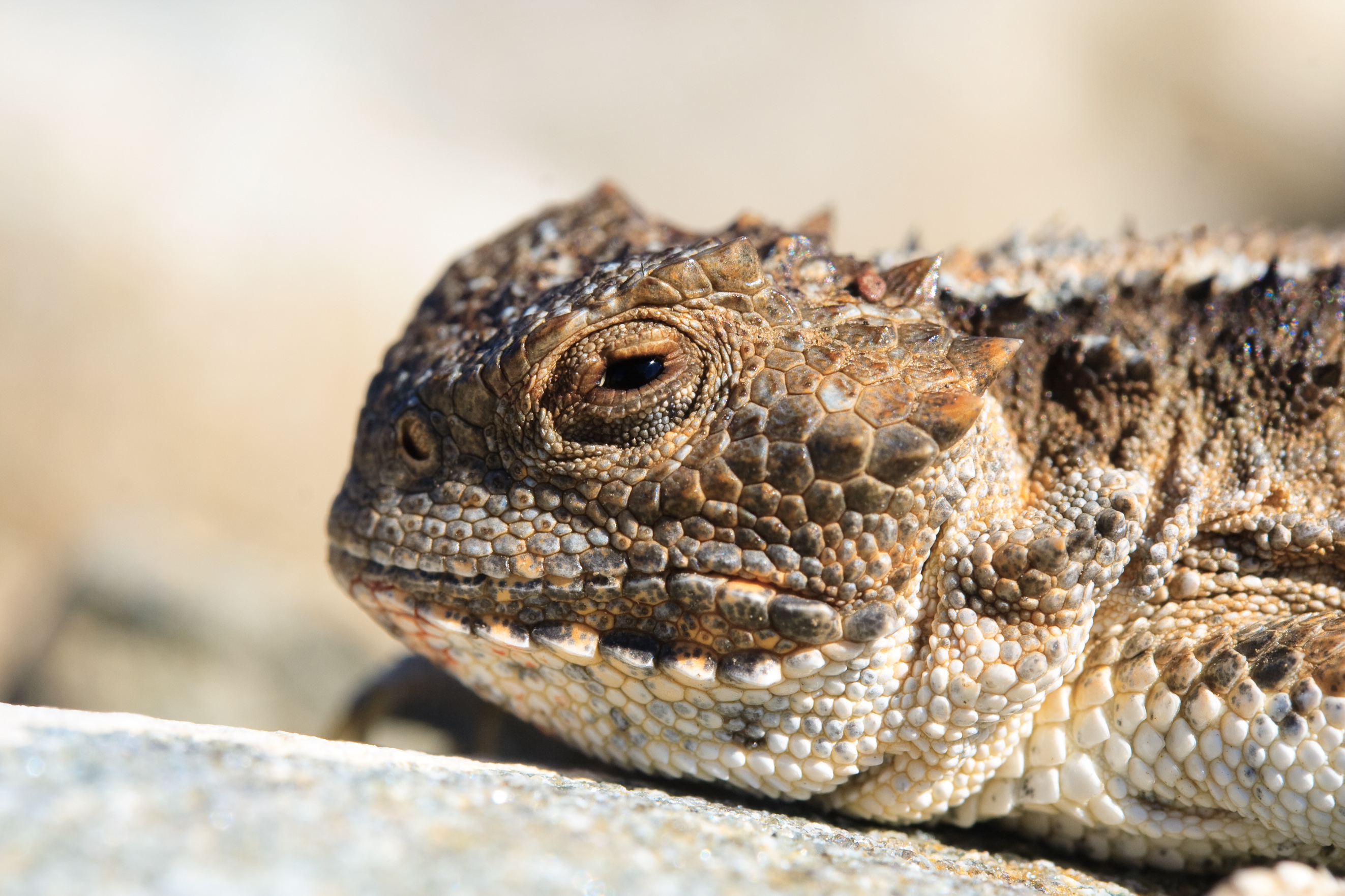
Phrynosoma hernandesi

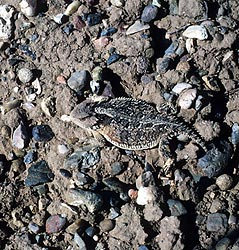
Phrynosoma hernandesi

C'est un lézard terrestre et vivipare vivant dans des zones montagneuses. Il a aspect trapu, avec un corps large et aplati, quasi circulaire, le faisant ressembler un peu à un crapaud.
Il est généralement brun-ocre, tirant parfois sur l'orange ou le brun, et il présente une ligne épaisse, plus ou moins marquée, le long du dos, avec de petites lignes transversales. Le dessous du corps est beige.
La peau présente des écailles très marquées, avec de nombreuses petites pointes sur le dos, les flancs et la queue. Cette dernière est plutôt fine et courte. La tête est massive, collée au corps, avec un museau très court. On remarque une crête osseuse au-dessus de chaque œil, terminée à l'arrière par une petite corne pointue. On trouve également une série de pointes à l'arrière de la tête, de chaque côté, origine probable de son nom français.
De régime alimentaire insectivore, il se nourrit essentiellement de fourmis. Il arrive parfois qu’il puisse se nourrir de jeunes serpents.
Ses principaux prédateurs sont le coyote et les oiseaux de proie. Il se défend principalement grâce à son camouflage. Cet iguane est capable de projeter des gouttelettes de sang par ses yeux (autohémorrhée), mais on ignore encore s'il s'agit d'une réaction au stress ou plutôt d'une stratégie de défense.

## Liste des sous-espèces
Selon The Reptile Database (14 mai 2016) :
- Phrynosoma hernandesi hernandesi Girard, 1858
- Phrynosoma hernandesi ornatum Girard, 1858

## Taxinomie
Phrynosoma douglassii hernandesi a été élevé au rang d'espèce par Zamudio, Jones & Ward en 1997. Richard R. Montanucci  en 2015 a révisé cette espèce.

## Étymologie
Cette espèce est nommée en l'honneur de Francisco Hernández.

## Publication originale
- Girard, 1858 : United States Exploring Expedition during the Years 1838, 1839, 1840, 1841, 1842, Under the command of Charles Wilkes, U.S.N. C. Sherman & Son, Philadelphia, vol. 20, p. 1-496 (texte intégral).